# 小行星4737
小行星4737（英語：4737 Kiladze）是一颗围绕太阳公转的小行星。1985年8月24日，尼古拉·切爾尼赫在克里米亚发现了此天体。
这颗小行星的绝对星等为154.60320等。